# Mac Studio
Mac Studio est une station de travail compacte conçue, produite et commercialisée par Apple. Elle fonctionne sur un système sur puce M1 Max ou M1 Ultra,. Le Mac Studio a été annoncé lors de l'évènement Apple du 8 mars 2022. 
En Mars 2025 Apple sort un Mac Studio équipé: pour le model le moins onéreux d'une puce M4 Max et pour le model plus cher, d'une puce M3 Ultra

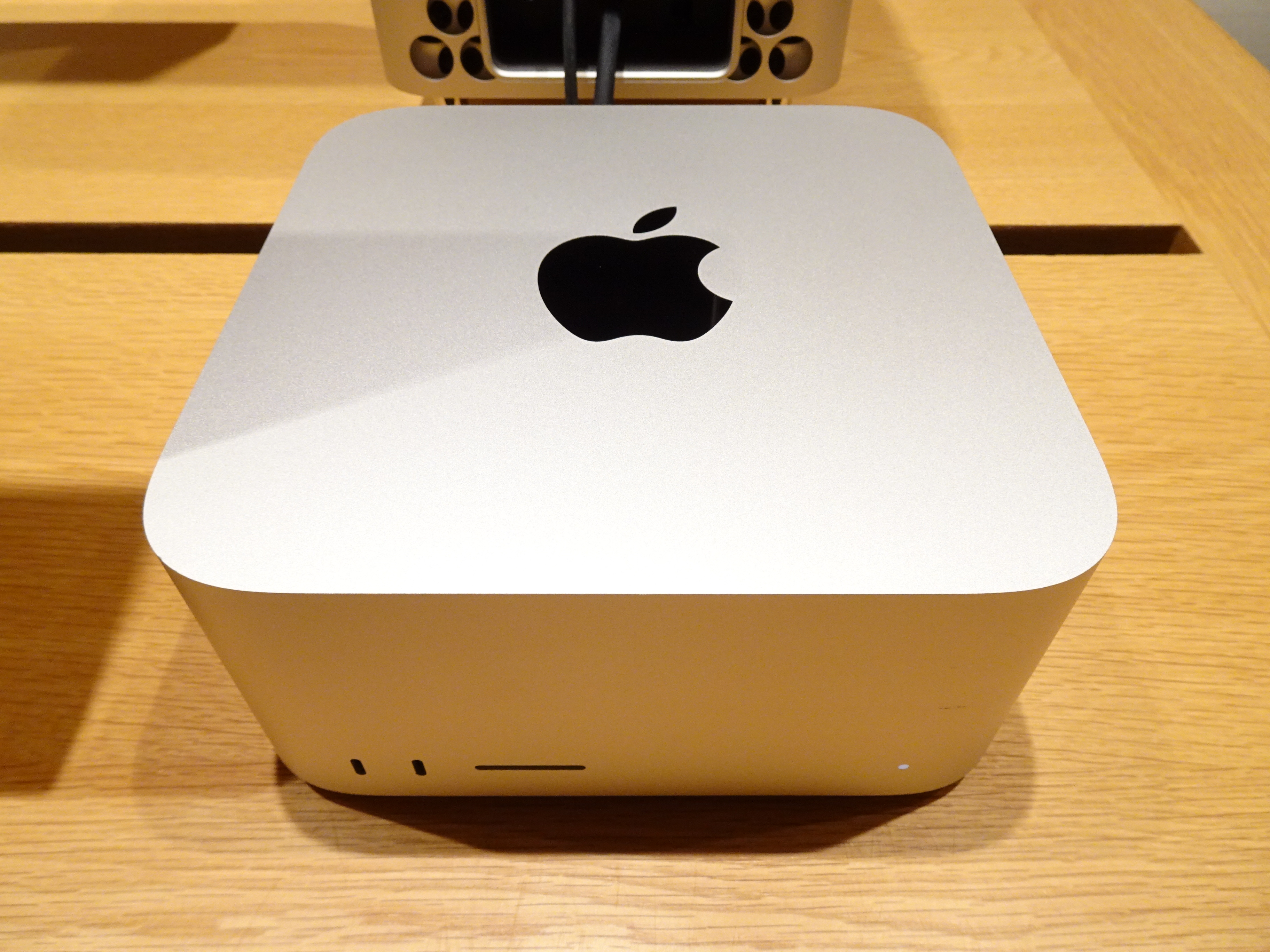
Mac Studio.

## Aperçu

### Caractéristiques
| Modèle                            | Début 2022 | Début 2022 |
| Composant                         | Apple M1 Max | Apple M1 Ultra |
| --------------------------------- | --- | --- |
| Date de commercialisation         | 8 mars 2022 | 8 mars 2022 |
| Numéro d'ordre                    | MJMV3xx/A | MJMW3xx/A |
| Modèle d'appareil                 | À venir | À venir |
| Numéro de modèle                  | À venir | À venir |
| Processeur                        | Processeur cadencé à 3,2 GHz avec 8 cœurs hautes performances et 2 cœurs à haute efficacité énergétique                                                                      | Processeur cadencé à 3,2 GHz avec 20 cœurs avec 16 cœurs hautes performances et 4 cœurs à haute efficacité énergétique                                                       |
| Mémoire                           | 32 Go de mémoire soudée (ou 64 Go au moment de l'achat) | 64 Go de mémoire soudée (ou 128 Go au moment de l'achat) |
| Mémoire                           | Mémoire unifiée | |
| Processeur graphique              | Processeur graphique intégré à 24 cœurs Apple (configurable jusqu'à 32 cœurs au moment de l'achat uniquement)                                                                | Processeur graphique intégré à 48 cœurs Apple (configurable jusqu'à 64 cœurs au moment de l'achat uniquement)                                                                |
| Affichages supportés              | Jusqu'à quatre écrans avec une résolution allant jusqu'à 6016 × 3384 à 60 Hz en USB Type-C et plus un écran ayant une résolution maximale de 4096 x 2160 à 60 Hz en HDMI 2.0 | Jusqu'à quatre écrans avec une résolution allant jusqu'à 6016 × 3384 à 60 Hz en USB Type-C et plus un écran ayant une résolution maximale de 4096 x 2160 à 60 Hz en HDMI 2.0 |
| Stockage (SSD)                    | 512 Go Facultatif 1, 2, 4 ou 8 TB disponible au moment de l'achat uniquement.                                                                                                | 1 To 2, 4 ou 8 en option TB disponible au moment de l'achat uniquement. |
| Connectivité                      | Wi-Fi 6 intégré (802.11a/b/g/n/ac/ax) | Wi-Fi 6 intégré (802.11a/b/g/n/ac/ax) |
| Connectivité                      | Bluetooth 5.0 | |
| Connectivité                      | 10 Gigabit Ethernet | |
| Connexions périphériques          | 4× Thunderbolt 4 (USB-C 4) | 6 × Thunderbolt 4 (USB-C 4) |
| Connexions périphériques          | 2× USB-C 3.1 Gen 2 | 6 × Thunderbolt 4 (USB-C 4) |
| Connexions périphériques          | 2 × USB Type-A 3.0 | |
| Connexions périphériques          | HDMI 2.0 | |
| Connexions périphériques          | Emplacement pour carte SDXC (UHS-II) | |
| Connexions périphériques          | Prise casque 3,5 mm (prise en charge des casques haute impédance) | |
| Alimentation                      | 370 W (maximum en continu) | 370 W (maximum en continu) |
| Émissions de gaz à effet de serre | 262 kg éq. CO2 | 375 kg éq. CO2 |
| Poids                             | 2,7 kg | 3,6 kg |
| Dimensions                        | 9,5 cm (H) × 19,7 cm (L) × 19,7 cm (l) | 9,5 cm (H) × 19,7 cm (L) × 19,7 cm (l) |

## À savoir
Ces machines sont parmi les premières d'Apple à ne pas permettre par l'utilisateur le remplacement du composant de stockage (SSD) par un de plus grande taille.